# Kostrzyna (gmina Przystajń)
Kostrzyna – wieś w Polsce położona w województwie śląskim, w powiecie kłobuckim, w gminie Przystajń.
| SIMC    | Nazwa | Rodzaj    |
| ------- | ----- | --------- |
| 0143828 | Doły  | część wsi |

W latach 1954–1957 wieś należała i była siedzibą władz gromady Kostrzyna, po jej zniesieniu w gromadzie Panki. W latach 1975–1998 miejscowość należała administracyjnie do województwa częstochowskiego.